# ワイルド・スモーカーズ
『ワイルド・スモーカーズ』（原題：Homegrown）は、1998年に公開されたアメリカ合衆国のコメディ映画。監督はスティーヴン・ジレンホール、出演はビリー・ボブ・ソーントン、ジョン・リスゴー、ハンク・アザリアなど。

## あらすじ
北カリフォルニア州。ジャック、ハーラン、カーターの3人は、オーナーのマルコムの下でマリファナ栽培をして働いていた。だが現場の視察にやってきたマルコムが3人の目の前で射殺されてしまう。初めは動揺する3人だったが、目撃者が他にいない事を知ると、彼らは残されたマリファナを自分たちで売りさばいて大金を手にしようと企むのだった。

## キャスト
| 役名                     | 俳優                         | 日本語吹替 |
| ------------------------ | ---------------------------- | ---------- |
| マルコム・スタックマン   | ジョン・リスゴー             | 小関一     |
| ロバート・スタックマン   | ジョン・リスゴー             | 小島敏彦   |
| ヘリコプターのパイロット | ジョン・テニー               | 伊藤栄次   |
| ハーラン・ディクストラ   | ライアン・フィリップ         |            |
| カーター                 | ハンク・アザリア             |            |
| ジャック・マースデン     | ビリー・ボブ・ソーントン     | 森田順平   |
| ルーシー                 | ケリー・リンチ               |            |
| ダニー                   | ジョン・ボン・ジョヴィ       | 遊佐浩二   |
| 4歳の少女                | クレオカ・レニー・サンズ     |            |
| ベン・ヒクソン           | マット・ロス                 | 小野塚貴志 |
| 警官                     | ジャッジ・ラインホルド       | 伊藤栄次   |
| ウェイトレス             | リー・フレンチ               |            |
| 農夫                     | クリストファー・ダルトン     |            |
| シェラ・カーン           | ジェイミー・リー・カーティス |            |
| ジャンニ・サレッツォ     | テッド・ダンソン             | 水野龍司   |
| ヘザー                   | ティファニー・ポールセン     |            |
| 白髪の女性               | ジャネット・H・ウィルソン    |            |
| ジェイク/ブルー・カハン  | ジェイク・ギレンホール       |            |
| ヒッピー・ハンク         | シーマス・マクナリー         |            |
| パーティーの客           | スティーヴ・カレル           |            |
| ビル                     | ラムゼイ・ミッドウッド       |            |
| クリスティーナ           | マギー・ジレンホール         | 間宮くるみ |